# Venerdì nero
Pour plus de détails, voir Fiche technique et Distribution.
Venerdì nero est un giallo italien réalisé par Aldo Lado et sorti en 1993.

## Synopsis
Ann et Mary passent un vendredi soir avec des amis dans un parc d'attractions lorsqu'une bagarre éclate soudain. Les filles s'enfuient et rencontrent deux jeunes hommes riches accompagnés d'une femme rafinnée, qui les invitent à les accompagner dans une villa isolée au bord de la mer. Mais leur intention est de les soumettre à un jeu sadique : les filles sont horrifiées à la vue d'un couteau et ignorent que le petit ami d'Ann les cherche désespérément. Pour défendre son amie, Mary perd le contrôle et frappe l'un des deux garçons, qui tombe inconscient. L'autre jeune homme agresse Mary sous le regard impuissant d'Ann. La nuit se termine en tragédie.

## Fiche technique
- Titre original : Venerdì nero[1],[2]
- Réalisation : Aldo Lado
- Scénario : Aldo Lado, Massimo Felisatti
- Photographie : Cristiano Pogany
- Montage : Mario Morra
- Musique : Claudio Maioli (it)
- Costumes : Alberto Verso
- Production : Maurizio Amati (it)
- Société de production : Lux Europea
- Pays de production :  Italie -  Allemagne
- Langue originale : italien
- Format : couleur - 2,35:1 - 35 mm
- Genre : giallo
- Durée : 90 minutes
- Dates de sortie : 
  - Italie : 1er septembre 1993

## Distribution
- Silvia Cohen : femme rafinnée
- Paolo Calissano : Gino
- Zoe Scott : Ann
- Mary Dicorato : Mary
- Daniele Antonelli
- David Boals :
- Robert Egon : Luca
- Sebastian Harrison :
- David Edwin Knight :
- Pietro Martellanza :
- Teresa Ann Savoy :
- Riccardo Serventi Longhi :